# Elisabeth Kula

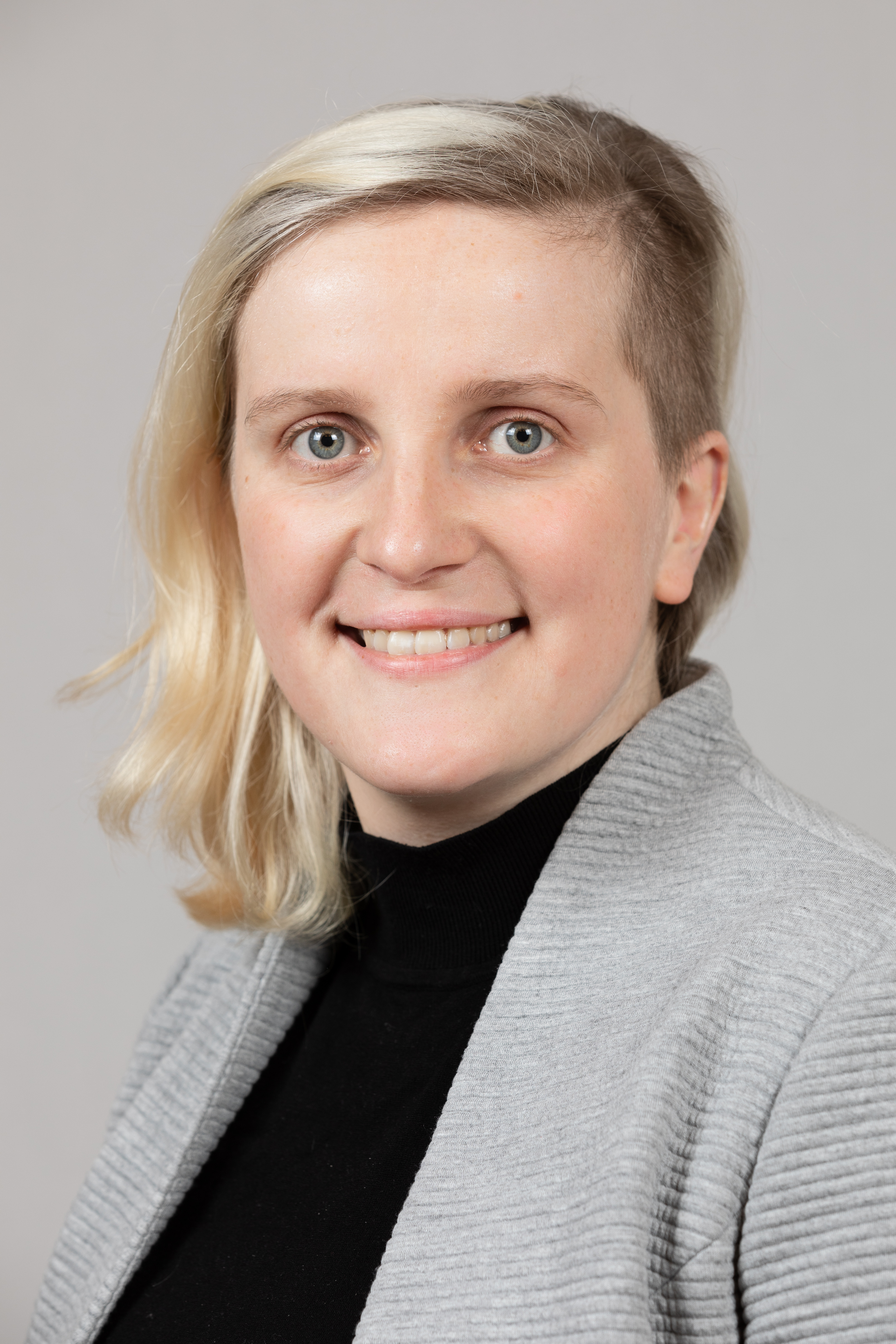
Elisabeth Kula, 2019

Elisabeth Kula-Braun (* 12. März 1990 in Lich) ist eine deutsche Politikerin (Die Linke). Von 2019 bis 2024 war sie Abgeordnete des Hessischen Landtages und dort ab Oktober 2021 gemeinsam mit Jan Schalauske Fraktionsvorsitzende der Linksfraktion.

## Leben
Kula studierte von 2009 bis 2010 Volkswirtschaftslehre an der Universität Gießen und von 2010 bis 2018 Bachelor und Master Politikwissenschaft an der Universität Marburg. In der Universität Marburg war Kula von 2012 bis 2019 Mitglied des Studierendenparlamentes.
Kula ist seit 2012 Mitglied der Partei Die Linke und war von 2014 bis Mai 2021 Mitglied des Landesvorstandes von Die Linke Hessen. Sie war Landessprecherin von Linksjugend solid Hessen sowie Landessprecherin der Sozialistischen Linken Hessen. Von 2016 bis 2019 hatte sie ein Mandat in der Stadtverordnetenversammlung von Marburg inne. Bei der Landtagswahl in Hessen 2018 erhielt sie ein Mandat im Hessischen Landtag. In der 20. Wahlperiode ist sie Mitglied des Kulturpolitischen Ausschusses sowie Sprecherin der Fraktion Die Linke für Bildungs-, Jugend- und Schulpolitik. Kula ist seit Januar 2019 Mitglied des  Theaterbeirates beim Staatstheater Wiesbaden.
Bei der Landtagswahl 2023 war sie gemeinsam mit Jan Schalauske Spitzenkandidatin und wurde auf Listenplatz eins der hessischen Linken gewählt. Da ihre Partei jedoch an der 5 %-Hürde scheiterte, schied Kula somit mit der konstituierenden Sitzung des 21. Hessischen Landtags am 18. Januar 2024 aus dem Landtag aus.
Sie ist Mitglied der IG Metall, der Linksjugend solid, von Die Linke.SDS, der Sozialistischen Linken sowie des EFC Adlerkralle Göbelnrod.
Elisabeth Kula lebt mit ihrer Frau in Wiesbaden.